# Cartouche (film, 1962)
Cartouche (originální francouzský název Cartouche) je koprodukční francouzsko-italská dobrodružná filmová komedie režiséra Philippa de Brocy z roku 1962 s Jean-Paulem Belmondem a Claudiou Cardinalovou v hlavních rolích, inspirovaná životem Louise Dominiqua Cartouche, francouzského bandity ze začátku 18. století.

## Děj
Cartouche je jedním ze zlodějů Malichotovy bandy, jednoho dne se však rozhodne směle se postavit jeho autoritě a dostane se tak do nebezpečí a do ohrožení života. Aby se na něj zapomnělo, narukuje do armády, kde potká své pozdější druhy, „Hezouna“ a „Krtka“ a spozná krásnou zlodějku „Venuši“, která se do něj zamiluje a začne jej provázet životem. Skupině se společně podaří ukradnout velké množství armádního zlata určeného k vyplacení žoldů a pak se (zatím bez svého vůdce) vracejí do Paříže. Malichotovi se podaří zmocnit se lupu a zajmout Venuši a Cartouchova mladšího bratra Lojzíka, pak ale přichází Cartouche, osvobozuje zajatce a stává se místo Malichota novým vůdcem pařížského Dvora zázraků. Jejich dalších činů není ušetřen ani sám královský policejní prefekt Gaston de Ferrussac, nicméně Cartouche se zahledí do jeho ženy Isabely, a nakonec je proto zrazen, zajat a veden na popravu. Jeho přátelé, které vede odvážná Venuše, ho osvobodí, ona sama ale při akci umírá. Film má otevřený konec, kdy celá skupina následně odchází vstříc svému pravděpodobnému osudu.

## Obsazení
| Jean-Paul Belmondo  | Louis-Dominique Bourguignon alias Cartouche |
| Claudia Cardinalová | zlodějka Venuše                             |
| Jess Hahn           | Hezoun                                      |
| Jean Rochefort      | Krtek                                       |
| Philippe Lemaire    | policejní prefekt Gaston de Ferrussac       |
| Odile Versois       | Isabelle de Ferrussac, prefektova žena      |
| Marcel Dalio        | předchozí vůdce bandy Malichot              |
| Noël Roquevert      | seržant verbíř                              |
| Alain Decock        | Lojzík, malý bratr Cartouche                |
| Jacques Balutin     | kapucín                                     |
| Lucien Raimbourg    | maršál                                      |
| Jacques Charon      | plukovník                                   |
| Pierre Repp         | markýz de Griffe                            |
| Madeleine Clervanne |                                             |